# Fantasy Filmfest 2004
Das 18. Fantasy Filmfest (2004) fand in der Zeit vom 21. Juli bis 18. August für jeweils eine Woche in den Städten Berlin, Frankfurt, Hamburg, Köln, München, Nürnberg und Stuttgart statt. Die 2. Nacht der 1000 Schreie fand Ende März bzw. Anfang April für ein Wochenende in den Festivalstädten statt.

## Liste der gezeigten Filme
| Titel                                             | Regisseur                                                   | Sparte                      |
| ------------------------------------------------- | ----------------------------------------------------------- | --------------------------- |
| Die 36 Kammern der Shaolin                        | Chia-Liang Liu                                              | Retrospektive Shaw Brothers |
| Totgemacht – The Alzheimer Case                   | Erik Van Looy                                               | Best of Festivals           |
| Arahan                                            | Seung-wan Ryoo                                              | Focus Asia                  |
| Aro Tolbukhin: In the Mind of a Killer            | Isaac-Pierre Racine, Agustí Villaronga und Lydia Zimmermann | Official Selection          |
| Azumi                                             | Ryūhei Kitamura                                             | Focus Asia                  |
| The Big Empty                                     | Steve Anderson                                              | Official Selection          |
| Blueberry und der Fluch der Dämonen               | Jan Kounen                                                  | Die Nacht der 1000 Schreie  |
| Butterfly Effect                                  | Eric Bress und J. Mackye Gruber                             | Official Selection          |
| The Card Player – Tödliche Pokerspiele            | Dario Argento                                               | Die Nacht der 1000 Schreie  |
| Cash Truck – Der Tod fährt mit                    | Nicolas Boukhrief                                           | French Connection           |
| Charlie                                           | Malcolm Needs                                               | Official Selection          |
| Kontroll                                          | Nimród Antal                                                | Opening Night Gala          |
| Creep                                             | Christopher Smith                                           | Sneak Preview               |
| Dawn of the Dead                                  | Zack Snyder                                                 | Die Nacht der 1000 Schreie  |
| Dead and Breakfast                                | Matthew Leutwyler                                           | Midnight Madness            |
| Dead End Run                                      | Sōgo Ishii                                                  | Focus Asia                  |
| Decoys                                            | Matthew Hastings                                            | Official Selection          |
| Drowning Ghost                                    | Mikael Håfström                                             | Official Selection          |
| Evil Words                                        | Éric Tessier                                                | French Connection           |
| The Eye 2                                         | Danny Pang und Oxide Pang Chun                              | Focus Asia                  |
| Ginger Snaps III – Der Anfang                     | Grant Harvey                                                | Official Selection          |
| Ginger Snaps II – Entfesselt                      | Brett Sullivan                                              | Official Selection          |
| The Good Cop                                      | Lasse Spang Olsen                                           | Official Selection          |
| Dänische Delikatessen                             | Anders Thomas Jensen                                        | Centerpiece                 |
| Im Schatten der Wälder                            | Guillaume Nicloux                                           | French Connection           |
| Hellboy                                           | Guillermo del Toro                                          | Avant Premiere              |
| Die tödlichen Fäuste der Shaolin                  | Chang Cheh                                                  | Retrospektive Shaw Brothers |
| High Tension                                      | Alexandre Aja                                               | French Connection           |
| The Hillside Strangler                            | Chuck Parello                                               | Midnight Madness            |
| The I Inside – Im Auge des Todes                  | Roland Suso Richter                                         | Official Selection          |
| Immortal – New York 2095: Die Rückkehr der Götter | Enki Bilal                                                  | Official Selection          |
| Infernal Affairs                                  | Andrew Lau und Alan Mak                                     | Focus Asia                  |
| Infernal Affairs II                               | Andrew Lau und Alan Mak                                     | Focus Asia                  |
| Jericho Mansions                                  | Alberto Sciamma                                             | Official Selection          |
| Kaena – Die Prophezeiung                          | Chris Delaporte und Pascal Pinon                            | Official Selection          |
| Koma                                              | Chi-Leung Law                                               | Focus Asia                  |
| Dédales – Würfel um dein Leben                    | René Manzor                                                 | French Connection           |
| The Last Horror Movie                             | Julian Richards                                             | Best of Festivals           |
| LD 50 Lethal Dose                                 | Simon De Selva                                              | Official Selection          |
| Lost Things                                       | Martin Murphy                                               | Midnight Madness            |
| The Legend of the Evil Lake                       | Kwang-hoon Lee                                              | Focus Asia                  |
| The Locals                                        | Greg Page                                                   | Official Selection          |
| The Machinist                                     | Brad Anderson                                               | Best of Festivals           |
| Madame Edouard                                    | Nadine Monfils                                              | French Connection           |
| Madhouse – Der Wahnsinn beginnt                   | William Butler                                              | Midnight Madness            |
| Mayhem                                            | John D. Hancock                                             | Midnight Madness            |
| Memories of Murder                                | Joon-ho Bong                                                | Focus Asia                  |
| Mucha Sangre                                      | Pepe de las Heras                                           | Midnight Madness            |
| Natural City                                      | Byung-chun Min                                              | Die Nacht der 1000 Schreie  |
| Das Schwert des gelben Tigers                     | Chang Cheh                                                  | Retrospektive Shaw Brothers |
| Nothing                                           | Vincenzo Natali                                             | Official Selection          |
| Octane – Grausamer Verdacht                       | Marcus Adams                                                | Official Selection          |
| Oldboy                                            | Park Chan-wook                                              | Focus Asia                  |
| The Call                                          | Takashi Miike                                               | Focus Asia                  |
| The Ordeal                                        | Fabrice Du Welz                                             | French Connection           |
| Open Water                                        | Chris Kentis                                                | Closing Night Gala          |
| The Park - 3D                                     | Andrew Lau                                                  | Focus Asia                  |
| Perfect Strangers                                 | Gaylene Preston                                             | Best of Festivals           |
| Die Reise ins Glück                               | Wenzel Storch                                               | Best of Festivals           |
| Return of the One-Armed Swordsman                 | Chang Cheh                                                  | Retrospektive Shaw Brothers |
| Save the Green Planet                             | Jang Joon-hwan                                              | Focus Asia                  |
| Saw                                               | James Wan                                                   | Avant Premiere              |
| Seven Times Lucky                                 | Gary Yates                                                  | Official Selection          |
| Der Tempel der Shaolin                            | Chang Cheh                                                  | Retrospektive Shaw Brothers |
| Slim Susie                                        | Ulf Malmros                                                 | Official Selection          |
| Agents Secrets – Im Fadenkreuz des Todes          | Frédéric Schoendoerffer                                     | French Connection           |
| Das zerbrochene Schwert                           | Kim Ui-seok                                                 | Focus Asia                  |
| A Tale of Two Sisters                             | Kim Jee-woon                                                | Die Nacht der 1000 Schreie  |
| Toolbox Murders                                   | Tobe Hooper                                                 | Die Nacht der 1000 Schreie  |
| Trespassing                                       | James Merendino                                             | Official Selection          |
| The Twins Effect                                  | Dante Lam                                                   | Focus Asia                  |
| White Skin                                        | Daniel Roby                                                 | French Connection           |

Neben dem Langfilmprogramm wurden in der Rubrik Get Shorty diverse Kurzfilme gezeigt, u. a. Destino von Dominique Monféry, Im Dunkeln von Johannes Grebert und Terra von Aristomenis Tsirbas.